# Castell de Bielsa
El castell de Bielsa, o de Malmercat, és un castell medieval situat en el poble de Malmercat, del terme municipal de Soriguera, a la comarca del Pallars Sobirà. Pertany al territori històric del terme de Soriguera.

## La construcció
Aquesta construcció era, originàriament, una obra d'una certa magnitud. A principis del segle XX els vells del poble recorden haver ballat en una gran sala del segon pis de la qual es conserven tres enormes finestrals. Avui està en desús com a habitatge permanent, i la seva actual propietat ja és compartimentada.
Tota la construcció ha estat molt afectada per constants remodelacions. L'edifici es coneix també com a Casa Macareno, i s'hi relacionen diverses històries i llegendes populars. Dins del conjunt hi ha una capella que comunicava amb la cambra (dormitori) principal del Castell, avui desafectada, amb l'advocació de santa Eulàlia, que s'utilitza com a magatzem. La resta de les dependències es fan servir com a magatzem agrícola, i una part com a segona residència temporal.
Possiblement el sector menys afectat, i en el qual es conserva gran part de l'obra original, és tot un llarg parament exterior d'un edifici situat a la banda de ponent del conjunt. Al costat de l'angle d'aquest llarg mur encara es conserva tot el basament d'una torre circular, fins a quasi dos metres d'alçada. Aquesta torre presidia i controlava l'entrada principal del recinte. Hi ha indicis que en aquest sector hi havia un petit fossar avui totalment terraplenat.
En el parament d'aquests murs, actualment hi ha diverses obertures d'obres més recents. Tot i així, es conserva encara de l'obra original diverses espitlleres obertes en el mur de ponent.
L'aparell constructiu d'aquest sector, tant de l'edifici com de la torre, és l'obra típica d'un temps alt-medieval, amb bons carreus a les cantoneres i pedra més petita i poc retocada en el parament del mig, la disposició és irregular, però tota la pedra està molt ben falcada.
És, doncs, un conjunt complex i amb les estructures alterades. Caldria fer-hi prospeccions sistemàtiques en tota l'arquitectura, perquè tan sols així es podrien entendre, en part, la seva evolució en seqüències constructives.
Tant els murs com la torre podrien ser datats entre els segles xi i xii, tot i que aquesta apreciació és aproximativa, ja que hi manquen estudis de detall i alçaments planimètrics de tot el conjunt.

## Història
El castell de Malmercat és esmentat per primera vegada l'any 1122, en el testament del cavaller Ramon Enard, abans del seu pelegrinatge a Jerusalem (Ramon Enard llegà l'alou que posseïa a Malmercat a l'església de Sant Andreu del mateix lloc, situada davant del mateix castell.
El Castell va estar en mans dels Malmercat des de principis del segle xii fins a finals del segle xiv. Es tractava d'un llinatge que va romandre independent com a senyors del lloc, però vassall, primer del poderós Comtat de Pallars, i després del veí Vescomtat de Vilamur. El 1338, Pere de Malmercat, a més del castell de Malmercat, tenia domini sobre els castells de Llavorsí, Boldís i Tavascan, i les castlanies de Tornafort i Montenartró.
El 1373 el castell de Malmercat va ser atacat, robats els béns mobles i ocupat per Roger, germà bord del comte Hug Roger II de Pallars Sobirà. Els darrers descendents dels Malmercat van litigar per a recuperar-ne la possessió, però sense èxit perquè en el cens efectuat per manament de les Corts de Cervera i en el fogatjament del 1381, Malmercat consta amb cinc focs com a domini del comte de Pallars.
A finals del segle xvi el castell era en mans d'una branca pallaresa de la nissaga dels Toralla que també posseïa el castell de Glorieta i el poble de Monstesclado. A principis del segle xvi el Castell de Malmercat va passar a mans d'una branca de la nissaga lleidatana dels Copons que aviat van ser coneguts com els Copons de Malmercat ("Mossèn Berenguer de Copons està casat amb Joana filla y hereva de mossèn Anttoni Toralla señor del castell de Glorieta i del poble de Montesclado".)
El castell romangué en mans dels Copons de Malmercat fins a principis del segle xix. Per via matrimonial passaria a mans dels Castillon i posteriorment a les dels Bielsa. L'últim propietari va ser Ramón José de Bielsa y de Castillón (mort el 1935) que va vendre el castell i les terres al metge Pelayo Fontsarè Eberhart, veí de Sort, l'any 1916.